# Pedro Venâncio
Pedro Manuel Regateiro Venâncio (ur. 21 listopada 1963 w Setúbal) – portugalski piłkarz występujący na pozycji obrońcy. Ojciec innego piłkarza, Frederico Venâncio.

## Kariera klubowa
Venâncio treningi rozpoczął w Vitórii Setúbal. Następnie grał w juniorach Sportingu, a w sezonie 1982/1983 został włączony do jego pierwszej drużyny. W pierwszej lidze portugalskiej zadebiutował 22 sierpnia 1982 w wygranym 1:0 meczu z CS Marítimo. 26 sierpnia 1984 w wygranym 3:0 pojedynku z Vitórią Guimarães strzelił pierwszego gola w lidze portugalskiej. W 1985 roku wraz z zespołem wywalczył wicemistrzostwo Portugalii, a w 1987 roku Superpuchar Portugalii. W Sportingu Venâncio grał do 1992 roku. Następnie odszedł do Boavisty, w której barwach w 1994 roku zakończył karierę.
W lidze portugalskiej rozegrał 233 spotkania i zdobył 9 bramek.

## Kariera reprezentacyjna
W reprezentacji Portugalii Venâncio zadebiutował 25 września 1985 w przegranym 0:1 meczu eliminacji Mistrzostw Świata 1986 z Czechosłowacją. W latach 1985–1991 w drużynie narodowej rozegrał 21 spotkań.